# Yi Sun-shin
Yi Sun-shin, född 8 mars 1545, död 19 november 1598, var en koreansk amiral. Han beskyddade Korea från japanerna åren 1592–1598 i några av världshistoriens största segrar. Han uppfann ett stridsskepp som han kallade sköldpaddsskepp. Yi dödades i sjöslaget vid Namhaedo, men befälen under honom ledde vidare koreanerna till seger.